# Sandra Douglas
Sandra Marie Douglas (* 22. April 1967 in Manchester) ist eine ehemalige britische Sprinterin, deren Spezialstrecke der 400-Meter-Lauf war.

## Sportliche Erfolge
Douglas nahm an den Olympischen Sommerspielen 1992 in Barcelona teil und gewann mit der britischen 4-mal-400-Meter-Staffel, gemeinsam mit  Phylis Smith, Jennifer Stoute und Sally Gunnell, in 3:24,23 Minuten die Bronzemedaille hinter den Mannschaften der USA (3:20,92 min) und des Vereinten Teams (3:20,20 min).

## Sonstiges
Bei einer Körpergröße von 1,62 Metern betrug ihr Wettkampfgewicht 55 kg.